# Никол, Боб
Ро́берт Б. «Боб» Ни́кол (англ. Robert B. «Bob» Nicol; род. 1962) — канадский кёрлингист.
В составе мужской сборной Канады чемпион мира (1982). Чемпион Канады среди мужчин (1982).
Играл на позиции второго.
В 1988 введён в Зал славы канадского кёрлинга.

## Достижения
- Чемпионат мира по кёрлингу среди мужчин: золото (1982).
- Чемпионат Канады по кёрлингу среди мужчин: золото (1982), серебро (1980, 1981).

## Команды
| Сезон   | Четвёртый | Третий    | Второй         | Первый         | Запасной                         | Турниры           |
| ------- | --------- | --------- | -------------- | -------------- | -------------------------------- | ----------------- |
| 1975—76 | Рик Лэнг  | Боб Никол | Al Fiskar, Jr. | Warren Butters |                                  | ЧК 1976 (7 место) |
| 1979—80 | Эл Хакнер | Рик Лэнг  | Боб Никол      | Брюс Кеннеди   |                                  | ЧК 1980           |
| 1980—81 | Эл Хакнер | Рик Лэнг  | Боб Никол      | Брюс Кеннеди   |                                  | ЧК 1981           |
| 1981—82 | Эл Хакнер | Рик Лэнг  | Боб Никол      | Брюс Кеннеди   | Эл Фискар (ЧМ) тренер: Эл Фискар | ЧК 1982 · ЧМ 1982 |

(скипы выделены полужирным шрифтом)